# Förbundsdagsvalet i Västtyskland 1983
Förbundsdagsvalet i Västtyskland 1983 ägde rum den 6 mars 1983. CDU/CSU-alliansen ledd av Helmut Kohl förblev den största fraktionen i parlamentet, med Kohl kvar som rikskansler.

## Kampanj
SPD/FDP-koalitionen under förbundskansler Helmut Schmidt återfördes till makten i Förbundsdagsvalet 1980. Koalitionspartierna växte mer och mer isär på grund av den ekonomiska politiken. Schmidt bad om och vann en misstroendeförklaring den 5 februari 1982. Men FDP:s ministrar avgick den 17 september 1982 och SPD bildade en minoritetsregering. Den 1 oktober avsattes Schmidt och SPD-regeringen från sina uppdrag genom en konstruktiv misstroendeomröstning genom rösterna från CDU/CSU och en majoritet av FDP:s ledamöter i Förbundsdagen. Ledaren för CDU och ledaren för CDU/CSU-gruppen i Förbundsdagen Helmut Kohl efterträdde Schmidt. Den nya koalitionen hade majoritet i Förbundsdagen men tidiga val anordnades för att legitimera den. Varken Förbundsdagen själv eller förbundskanslern har rätt att upplösa Förbundsdagen, så Kohl gjorde detta genom att medvetet förlora ett misstroendevotum den 17 december 1982. Förbundspresidenten Karl Carstens upplöste sedan Förbundsdagen och höll nyval. Författningsdomstolen bekräftade att upplösningen var konstitutionell.
FDP splittrades genom bytet av koalitionspartner. Partiledningen under Hans-Dietrich Genscher och Otto Graf Lambsdorff drev den nya politiken, men de förkastades av en minoritet under Gerhart Baum, Günter Verheugen och Ingrid Matthäus-Maier. FDP besegrades i delstatsvalet i Hessen 1982 den 26 september 1982 och förlorade hälften av sina väljare genom att bara få 3,1 procent av rösterna och misslyckas med att komma in i delstatens parlament p.g.a. en SPD-kampanj mot av de kallade FDP:s "förräderi i Bonn". FDP besegrades igen och förlorade alla sina mandat i delstatsvalet i Bayern den 18 oktober 1982.
Helmut Schmidt avsade sig sin kandidatur till rikskansler och ersattes av tidigare justitieminister Hans-Jochen Vogel. SPD stötte på svårigheter på grund av De grönas framväxt. En viktig fråga i det här valet var beväpningsfrågan efter NATO:s så kallade "dubbelspårsbeslut(en)" (1979), något som SPD var djupt splittrat kring.

## Resultat

Mandaten i Förbundsdagen.

## Följder
Koalitionen mellan CDU/CSU och FDP återvände till regeringsmakten och fick 55,7 % av rösterna och 55,8 % av mandat, med Helmut Kohl som rikskansler. Detta var det första valet där De gröna säkrade mandat i Förbundsdagen, och det första som med ett fjärde (femte) parti i parlamentet sedan 1960.